# 王家瓜達露佩聖母修道院
皇家瓜達露佩聖母修道院（西班牙語：Real Monasterio de Nuestra Señora de Guadalupe）是位於西班牙卡塞雷斯省瓜達露佩的一座修道院。

## 历史
始建於13世紀。14世紀之後，修道院的規模日益擴大。這座修道院曾經是西班牙最重要的修道院長達4個世紀。1835年，修道院被世俗化。在20世紀，修道院又得到了復興。1993年，修道院被登錄為世界文化遺產。

## 画廊

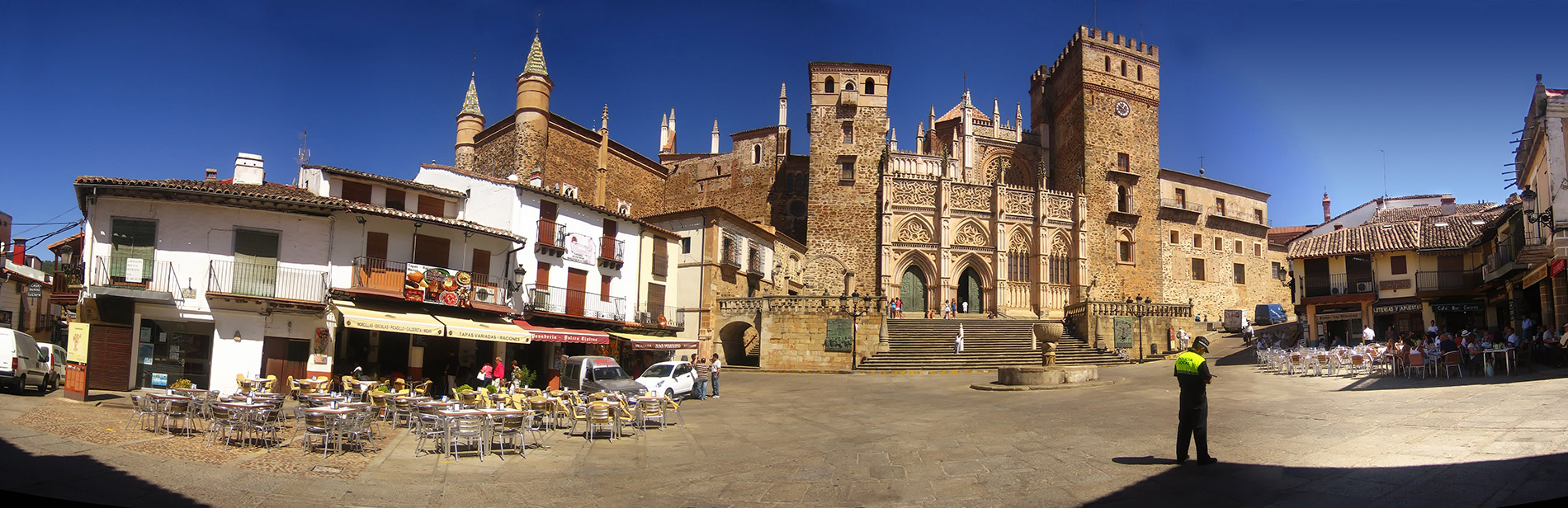
正面全景

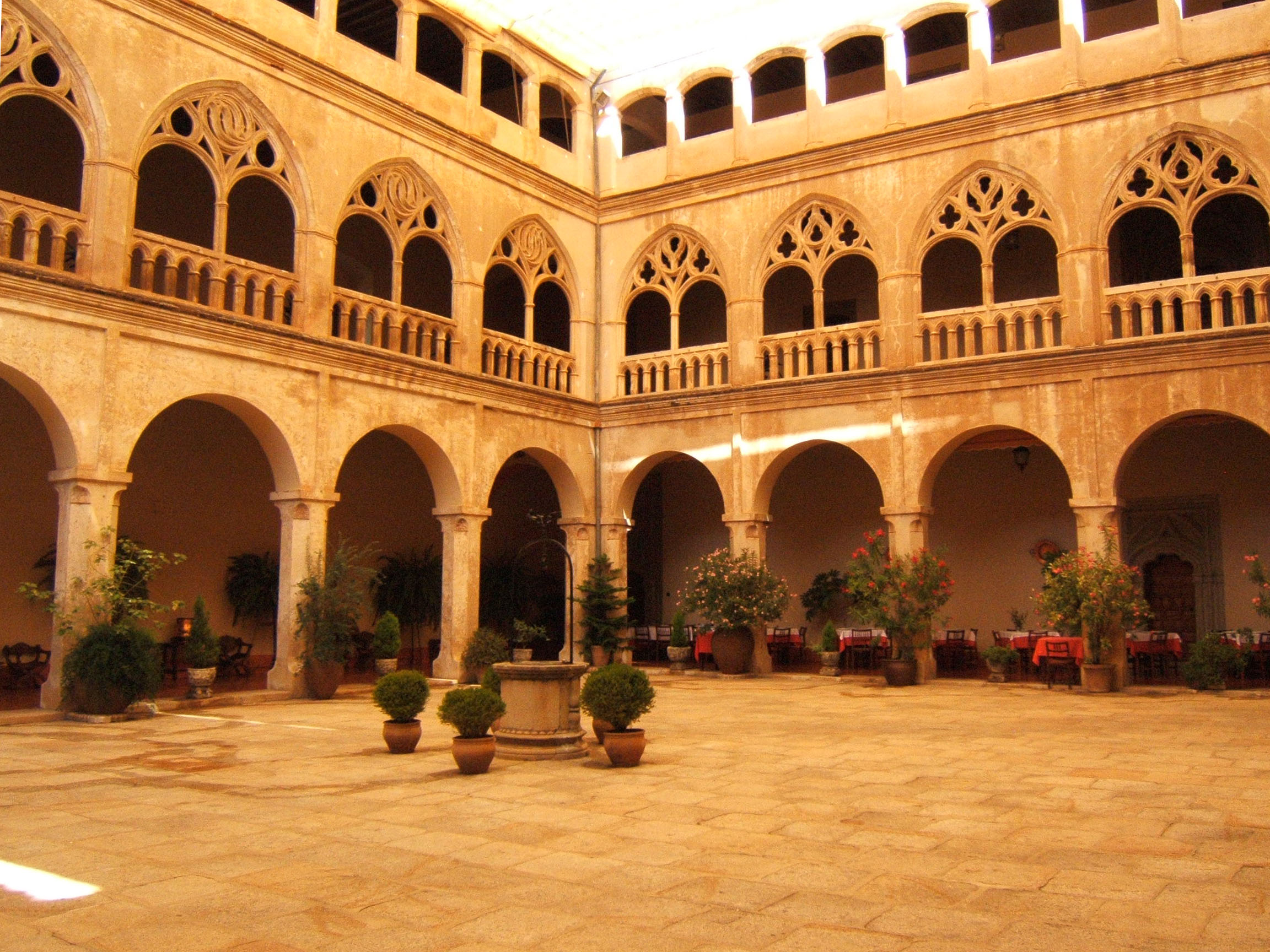
哥特式回廊
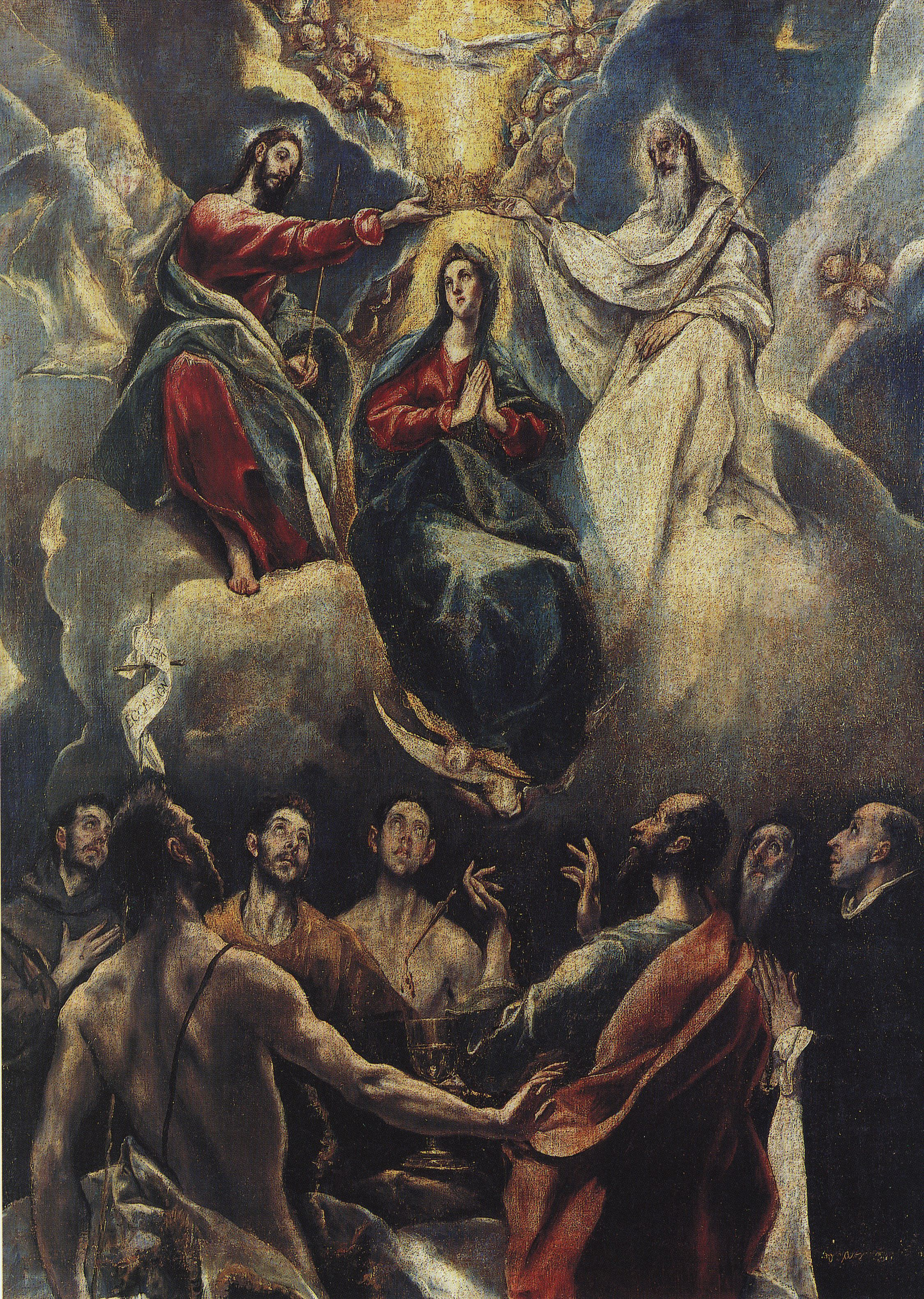
圣母加冕礼，格雷考，1591年
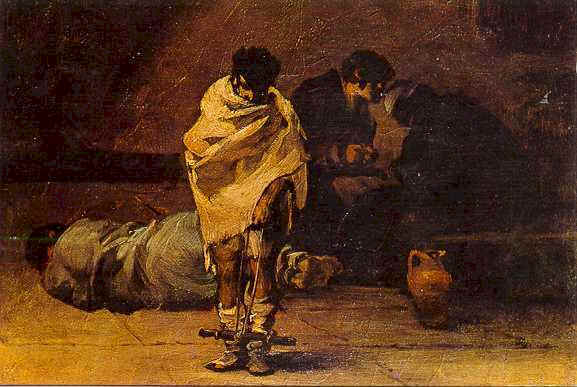
监狱里的忏悔，弗朗西斯科·戈雅，1808-1812年
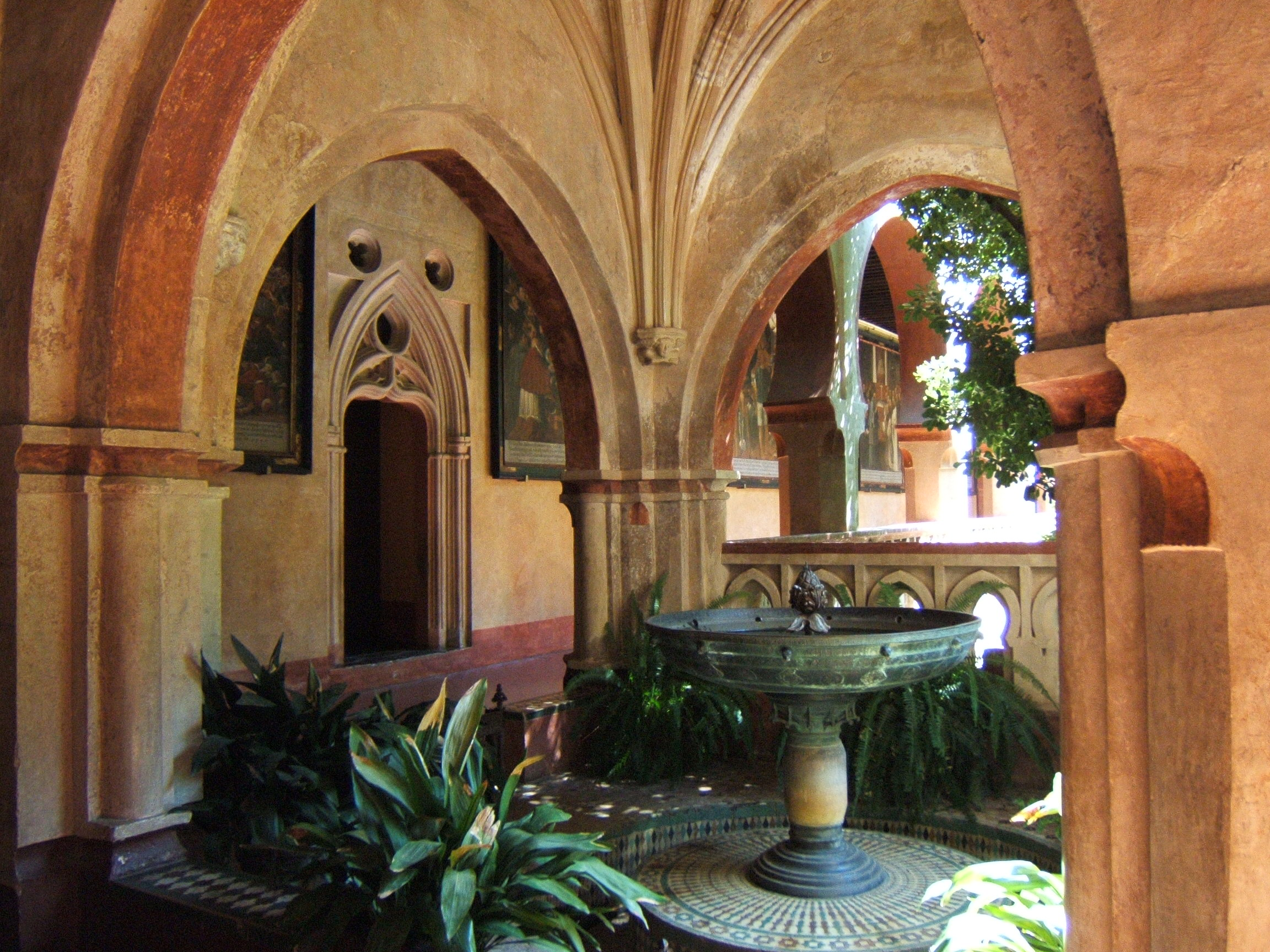
喷泉